# Steve Cauthen

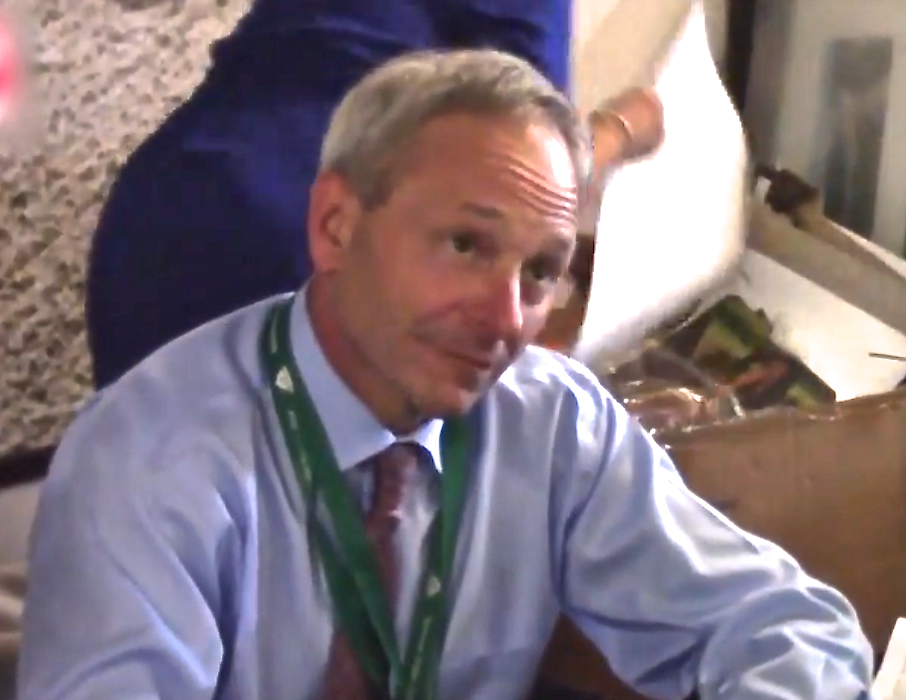
Steve Cauthen, 2014

Steve Cauthen (* 1. Mai 1960 in Walton, Kentucky) ist ein US-amerikanischer ehemaliger Jockey. Cauthen war in den 70er und 80er-Jahren einer der überragenden Jockeys in Amerika und in Europa.

## Leben
Cauthen kam bereits als kleines Kind mit dem Pferdesport in Berührung. Sein Vater war Hufschmied und ritt Rodeo-Pferde, seine Mutter war Pferdetrainerin. Sein erstes professionelles Rennen bestritt Cauthen am 12. Mai 1976 in Churchill Downs, dieses Rennen beendete er als Letzter. Bereits eine Woche später gewann er allerdings ein Rennen in Red Pipe. Bereits in seiner zweiten Saison im Jahr 1977 gelang es ihm als erstem Jockey innerhalb einer Saison mehr als 6 Millionen US-Dollar Preisgeld zu gewinnen. In der Saison 1978 gewann er als jüngster Jockey der Geschichte die U.S. Triple Crown. Ab dem Jahr 1979 bestritt Cauthen vermehrt Rennen in Europa, wo er in den folgenden Jahren erfolgreich Rennen in England, Irland, Frankreich, Deutschland und Italien ritt. In seiner Karriere gewann er insgesamt 2.794 Rennen, dies entspricht einer Siegquote von 19,10 %.

## Größte Erfolge
- US-Champion Jockey, 1977
- Sieger Triple Crown, 1978
- Britischer Champion-Jockey, 1984, 1985, 1987

 Vereinigtes Königreich Great Britain
- 1,000 Guineas[6] – Oh So Sharp (1985)
- 2,000 Guineas – Tap on Wood (1979)
- Ascot Gold Cup, 1984, 1987
- Derby[7]Slip Anchor (1985), Reference Point (1987)
- King George VI and Queen Elizabeth Stakes  – Reference Point (1987)
- Oaks – Oh So Sharp (1985),[6] Diminuendo (1988), Snow Bride (1989)
- St. Leger – Oh So Sharp (1985),[6] Reference Point (1987), Michelozzo (1989)

 Frankreich
- Grand Prix de Paris – Risk Me (1987), Saumarez (1990)
- Prix du Jockey Club [8]  – Old Vic (1989)

 Irland
- Irish 1,000 Guineas – In the Groove (1990)
- Irish Derby[8] – Old Vic (1989)
- Irish Oaks  – Diminuendo (dead heat 1988), Possessive Dancer (1991)
- Irish St. Leger – Mashaallah (1992)

 Italien
- Derby Italiano[8] –  Hailsham (1991)
- Premio Roma – Orban  (1987)
- Gran Criterium – Tanque Verde (1985)

 Vereinigte Staaten
- Kentucky Derby – Affirmed (1978)
- Preakness Stakes – Affirmed (1978)
- Belmont Stakes – Affirmed (1978)

## Auszeichnungen
- Sports Illustrated, Sportsman of the year 1977
- US-Sportler des Jahres 1977
- Aufnahme in die National Museum of Racing’s Hall of Fame 1994